# 머펫 무비
《머펫 무비》(영어: The Muppet Movie)는 1979년 개봉한 미국의 뮤지컬 로드 코미디 영화이다. 최초의 더 머펫츠 장편 영화이다.
2009년 미국 국립영화등기부에 등재되었다.

## 줄거리
영화는 머펫들이 자신들이 어떻게 만나게 되었는지에 대한 이야기를 담은 영화를 함께 보는 것으로 시작한다. 플로리다 늪지에서 평화롭게 살던 커밋은 어느 날 쇼 비즈니스계에 진출하라는 권유를 받는다. 꿈을 품은 커밋은 할리우드로 향하는 여정을 시작하고, 그 과정에서 여러 머펫 친구들을 만난다. 
실패한 스탠드업 코미디언 포지 베어를 만나 함께 여행을 떠나지만, 커밋을 섭외해 개구리 다리 레스토랑 체인의 광고 모델로 쓰려는 욕심 많은 사업가 독 호퍼의 추격을 받는다. 커밋은 이를 거절하지만, 호퍼는 집요하게 그들을 쫓는다. 커밋과 포지는 오래된 교회에서 록 밴드 닥터 티스와 일렉트릭 메이헴을 만나 도움을 받고, 곤조와 그의 여자친구 카밀라를 포함한 다른 머펫 친구들과도 합류한다. 그들은 중고차 판매점에서 스위트움을 만나 함께하기로 하지만, 스위트움은 잠시 자리를 비운 뒤 다시 합류한다.
일행은 카운티 박람회에서 미스 피기를 만나고, 커밋은 그녀와 사랑에 빠진다. 하지만 호퍼는 미스 피기를 납치하여 커밋을 유인하려 한다. 커밋은 지정된 장소에 도착하고, 미치광이 과학자 크라스만 교수가 그를 세뇌시키려 하지만, 미스 피기가 호퍼의 부하들을 제압하고 크라스만 교수도 자신의 장치에 세뇌된다. 하지만 그 후 미스 피기는 일자리를 얻게 되고, 상심한 커밋을 떠난다.
강아지 롤프와 다시 만난 미스 피기와 함께, 머펫들은 할리우드로 계속 이동하지만 사막에서 차가 고장난다. 좌절한 커밋은 홀로 떠나지만, 곧 자신의 결심을 되찾는다. 캠프로 돌아온 커밋은 일렉트릭 메이헴이 영화 대본을 미리 읽고 그들을 구하러 왔다는 것을 알게 된다. 그들은 머펫들을 버스로 태워 목적지까지 데려다주기로 한다.
개심한 맥스는 호퍼가 커밋을 죽이기 위해 암살자 스네이크 워커를 고용했다는 사실을 알린다. 커밋은 서부 스타일의 결투를 제안하고, 그곳에서 발명가 분젠 허니듀와 비커를 만난다. 분젠의 발명품 덕분에 드러머 애니멀이 거대해져 호퍼와 그의 부하들을 쫓아낸다.
할리우드 스튜디오에 도착한 머펫들은 경영진 르우 로드와 계약을 체결한다. 그들의 첫 촬영은 곤조가 무지개를 들이받으면서 엉망이 되지만, 스튜디오 지붕에 생긴 구멍으로 무지개가 빛을 발하며 머펫들을 비춘다. 세서미 스트리트, 에멧 오터의 저그 밴드 크리스마스, 더 랜드 오브 고치 등 다른 헨슨 작품의 머펫들과 함께 "Rainbow Connection"을 합창하며 영화는 마무리된다. 스위트움이 그들을 따라잡으며 영화는 끝을 맺는다.